# Montevideo Chico
Montevideo Chico es una localidad uruguaya del departamento de Tacuarembó.

## Ubicación
La localidad se encuentra situada en la zona centro sur del departamento de Tacuarembó, al sur del río Tacuarembó, entre los arroyos Claudina (al oeste) y de Lucio (al este), y sobre camino que va desde la cuchilla de Clara al paso de la Laguna en el río Tacuarembó. La localidad más próxima es Clara, ubicada 17 km al oeste.

## Población
Según el censo del año 2011, la localidad contaba con una población de 26 habitantes, no existiendo datos anteriores a dicho censo.
| --            | -- | 26 |
| (Fuente: INE) |    |    |